# Bing (förnamn)

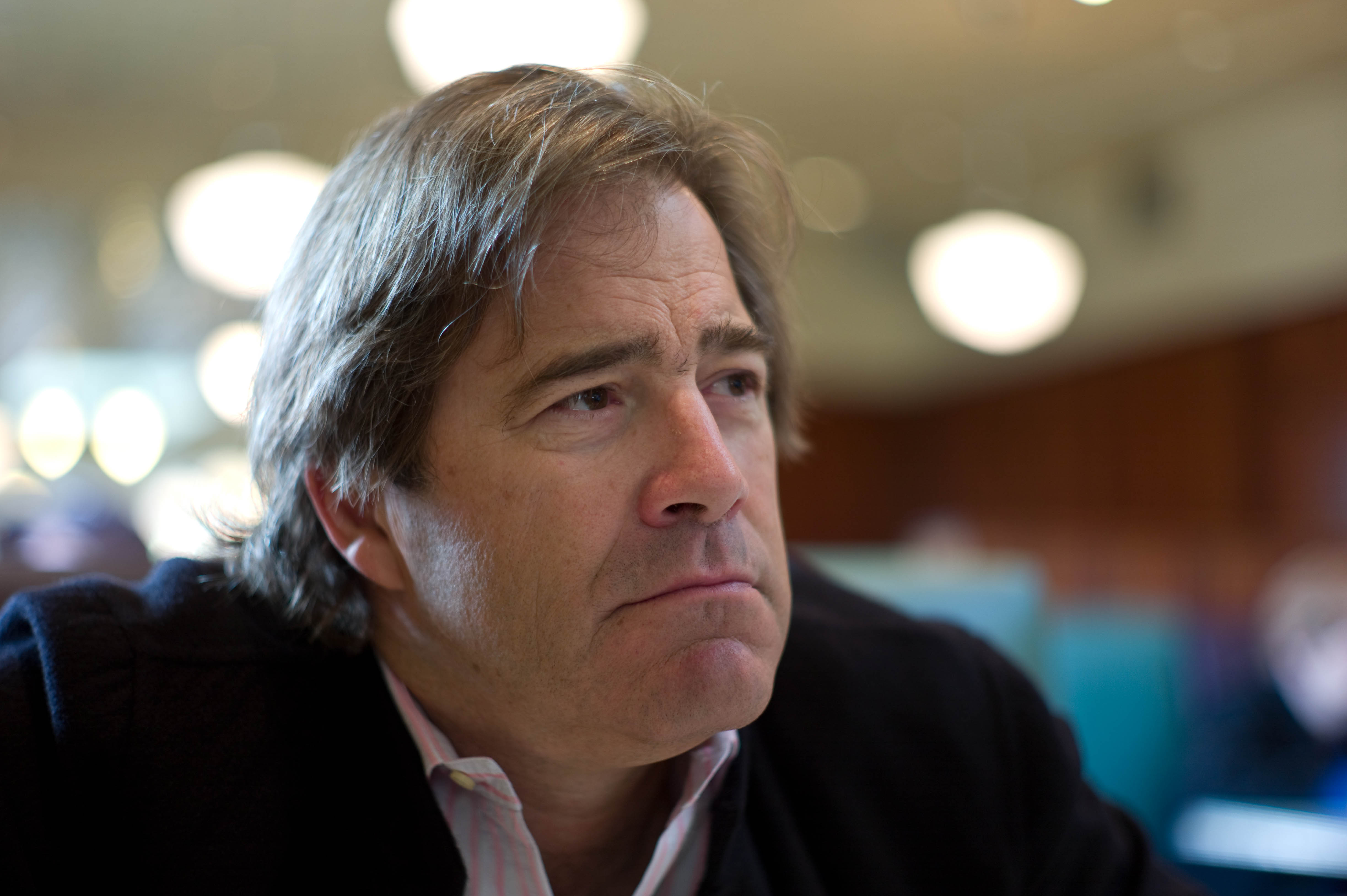
Bing Gordon, 2009.

Bing är ett könsneutralt namn. Ursprunget är efternamnet Bing eller ett smeknamn för Bingley eller Bingham.
Offentlig statistik tillgänglig 2014 ger följande upplysningar om bosatta i Skandinavien
- Män med förnamnet: Sverige 58, Danmark 9, Norge 11
- Kvinnor med förnamnet: Sverige 45, Danmark 11

I april 2025 fanns det 104 personer i Sverige med förnamnet Bing.
Bland personer med förnamnet Bing ingår ett antal som att döma av övriga namn är av kinesiskt ursprung. Det är ofta inte möjligt, inte ens med kunskaper i kinesiska, att avgöra från namnet om bäraren är man eller kvinna. Som exempel kan nämnas att en kvinnlig kinesisk forskare på sin hemsida har lagt upplysning om detta som en del av sitt kinesiskt skrivna namn. Personer med Bing som verkligt förnamn och i övrigt med västliga namn är genomgående män. Förnamnet Bing är alltså könsneutralt på kinesiska men ett mansnamn på västliga språk.

## Personer med förnamnet Bing
- Bing Crosby (1903–1977), amerikansk sångare och skådespelare
- Bing Russell (1926–2003), amerikansk skådespelare